# Amara aulica
Espèce
Amara aulica est une espèce d'insectes de l'ordre des coléoptères, de la famille des Carabidae et de genre Amara.